# ديفيد كوغلان
ديفيد كوغلان (بالإنجليزية: David Coughlan)‏ هو لاعب قذف أيرلندي، ولد في 1988.